# Gentiana oreocharis
Gentiana oreocharis är en gentianaväxtart som beskrevs av Josef Jakob Halda, Jurá. Gentiana oreocharis ingår i släktet gentianor, och familjen gentianaväxter. Inga underarter finns listade i Catalogue of Life.